# Flamanville (Manche)
Pour les articles homonymes, voir Flamanville.
Flamanville est une commune française, située dans le département de la Manche en région Normandie, peuplée de 1 682 habitants. Elle est principalement connue pour la centrale nucléaire du même nom.

## Géographie

### Localisation
Flamanville est située au sud de la Hague, sur la côte ouest du Cotentin.
Les communes limitrophes sont Les Pieux et Tréauville.

### Géologie et relief

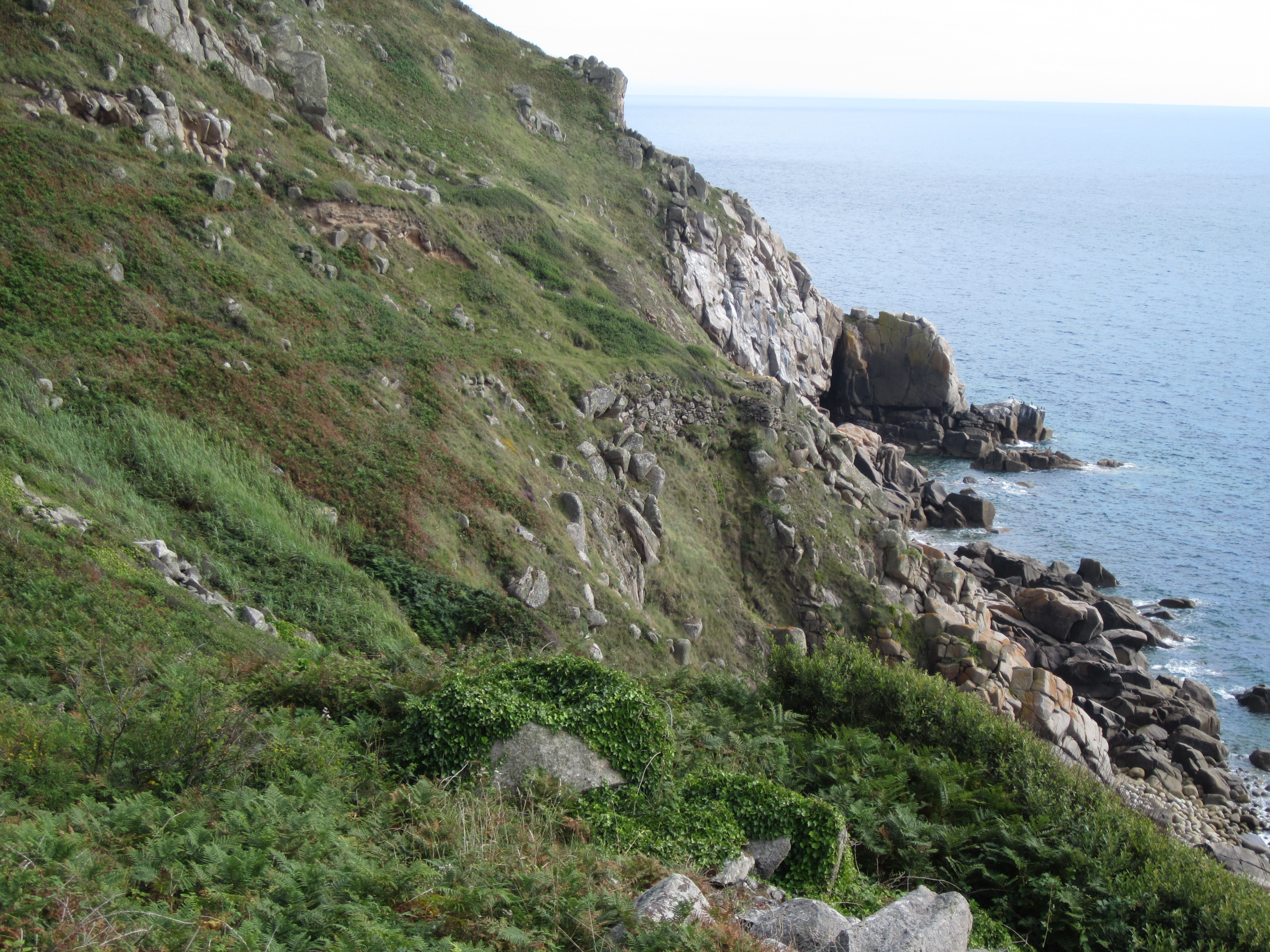
Le cap granitique de Flamanville.

Flamanville est bâtie sur un pluton granitique d'âge hercynien, qui forme une avancée sur la mer. Il est à l'origine d'une auréole de métamorphisme caractéristique, ce qui en fait un cas d'école du métamorphisme de contact,. Le potentiel radon y est important.
Dans le Cotentin, on rencontre également le granite hercynien à la pointe de Barfleur.

### Hydrographie
La commune est située dans le bassin Seine-Normandie. Elle est drainée par le cours d'eau 01 de la Cad'Huse, le cours d'eau 01 de la commune des Pieux, le fossé 01 de la commune de Flamanville, le fossé 01 du Hameau Mocquet et le fossé 02 de la Vieille Forge,,.

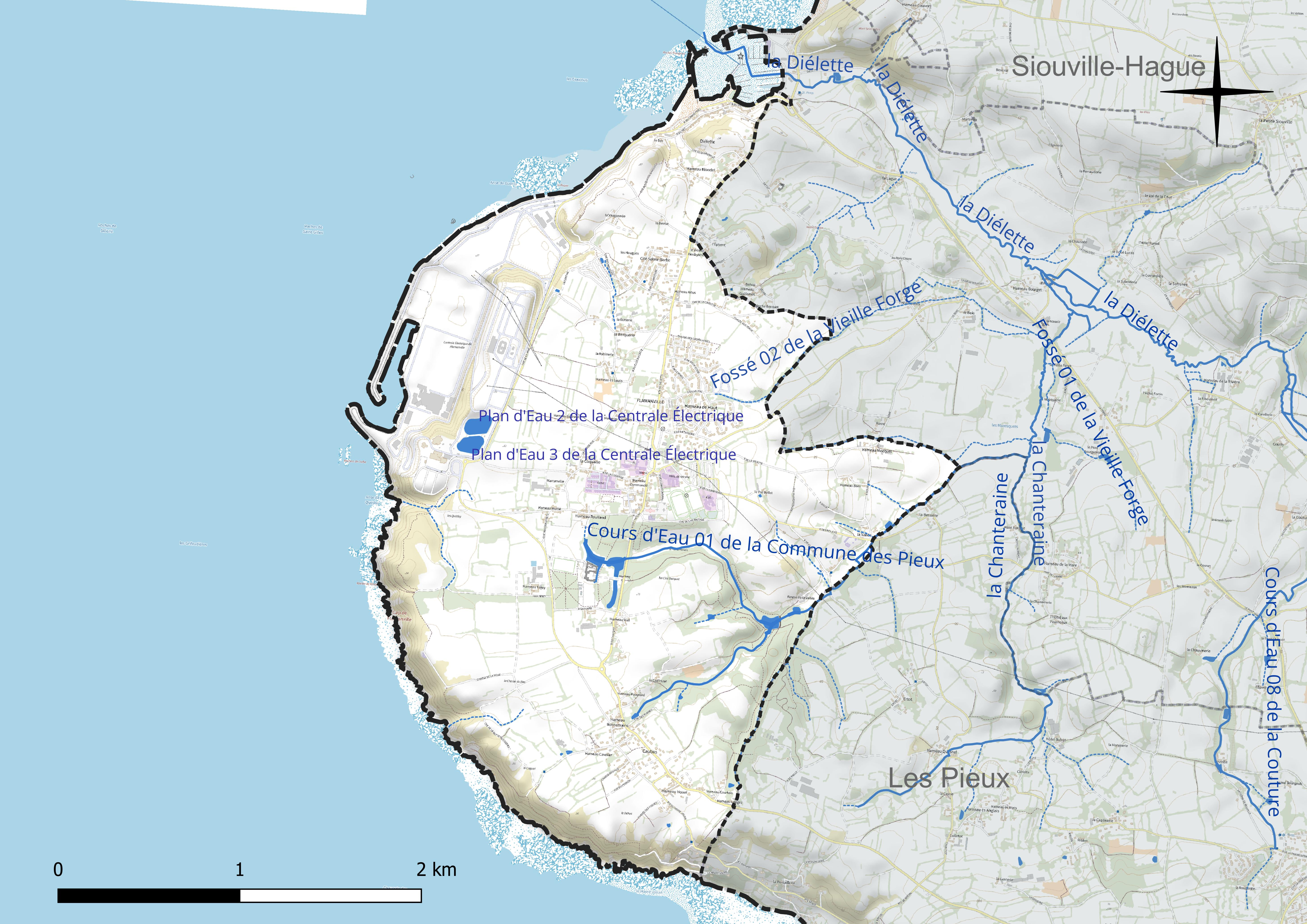
Réseau hydrographique de Flamanville.

Deux plans d'eau complètent le réseau hydrographique : le plan d'eau 2 de la Centrale électrique (1,2 ha) et le plan d'eau 3 de la Centrale électrique (1,1 ha),.

### Climat
Pour des articles plus généraux, voir Climat de la Normandie et Climat de la Manche.
En 2010, le climat de la commune est de type climat océanique franc, selon une étude du CNRS s'appuyant sur une série de données couvrant la période 1971-2000. En 2020, Météo-France publie une typologie des climats de la France métropolitaine dans laquelle la commune est exposée à un climat océanique et est dans la région climatique Normandie (Cotentin, Orne), caractérisée par une pluviométrie relativement élevée (850 mm/a) et un été frais (15,5 °C) et venté. Parallèlement le GIEC normand, un groupe régional d’experts sur le climat, différencie quant à lui, dans une étude de 2020, trois grands types de climats pour la région Normandie, nuancés à une échelle plus fine par les facteurs géographiques locaux. La commune est, selon ce zonage, exposée à un « climat maritime », correspondant au Cotentin et à l'ouest du département de la Manche, frais, humide et pluvieux, où les contrastes pluviométrique et thermique sont parfois très prononcés en quelques kilomètres quand le relief est marqué.
Pour la période 1971-2000, la température annuelle moyenne est de 11 °C, avec une amplitude thermique annuelle de 10,5 °C. Le cumul annuel moyen de précipitations est de 955 mm, avec 14,1 jours de précipitations en janvier et 7,2 jours en juillet. Pour la période 1991-2020, la température moyenne annuelle observée sur la station météorologique la plus proche, située sur la commune de La Hague à 15 km à vol d'oiseau, est de 13,1 °C et le cumul annuel moyen de précipitations est de 480,0 mm. Pour l'avenir, les paramètres climatiques de la commune estimés pour 2050 selon différents scénarios d’émission de gaz à effet de serre sont consultables sur un site dédié publié par Météo-France en novembre 2022.

## Urbanisme
Flamanville s'étale sur une route de plus de trois kilomètres. 

Carte navale de 1888, entre le cap de Flamanville et les îles Saint-Marcouf.

### Typologie
Au 1er janvier 2024, Flamanville est catégorisée bourg rural, selon la nouvelle grille communale de densité à sept niveaux définie par l'Insee en 2022.
Elle est située hors unité urbaine.
Par ailleurs la commune fait partie de l'aire d'attraction de Flamanville, dont elle est la commune-centre,. Cette aire, qui regroupe 1 commune, est catégorisée dans les aires de moins de 50 000 habitants,.
La commune, bordée par la Manche, est également une commune littorale au sens de la loi du 3 janvier 1986, dite loi littoral. Des dispositions spécifiques d’urbanisme s’y appliquent dès lors afin de préserver les espaces naturels, les sites, les paysages et l’équilibre écologique du littoral, comme le principe d'inconstructibilité, en dehors des espaces urbanisés, sur la bande littorale des 100 mètres, ou plus si le plan local d'urbanisme le prévoit.

### Occupation des sols

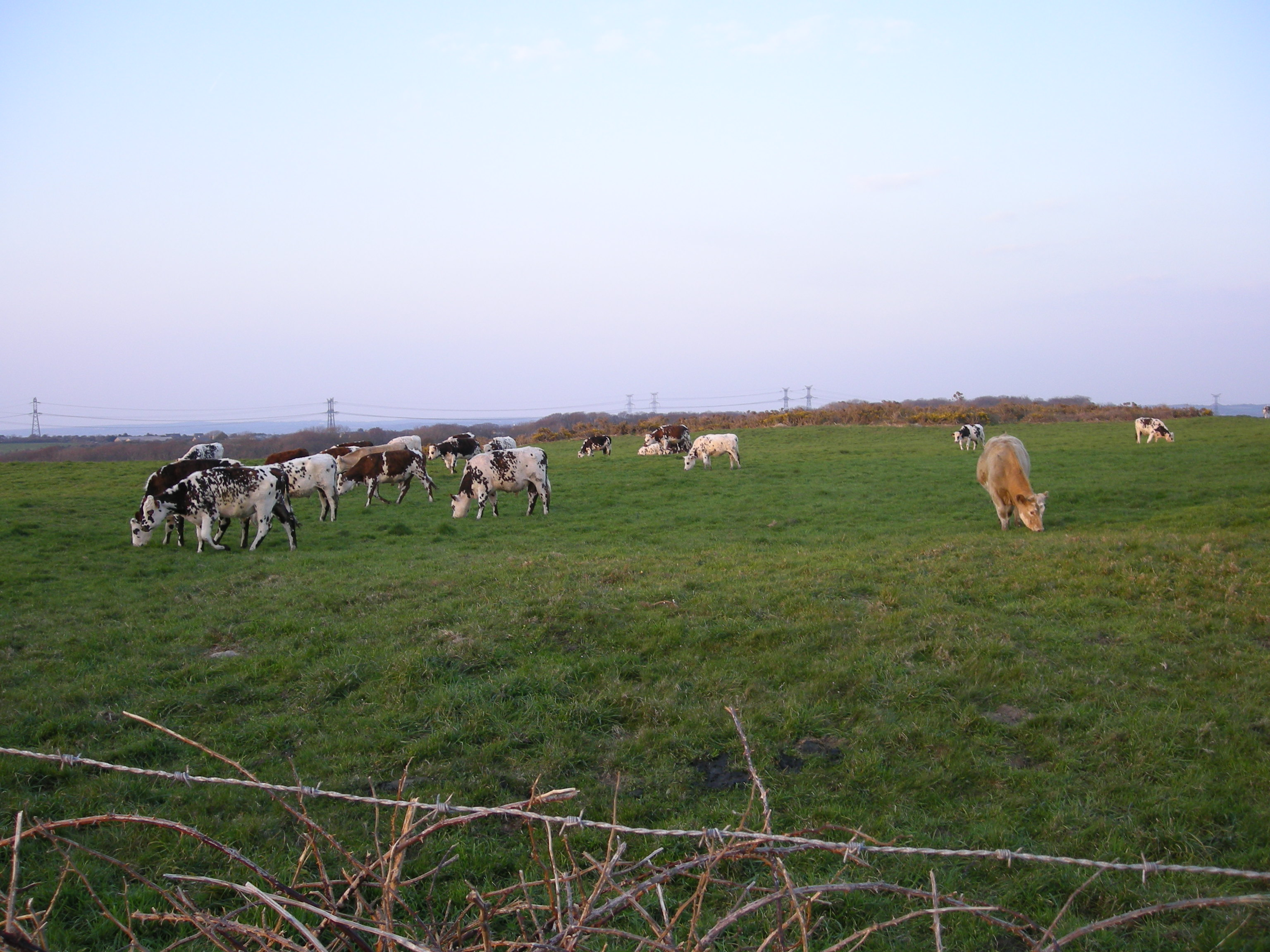
Vaches normandes à Flamanville.

L'occupation des sols de la commune, telle qu'elle ressort de la base de données européenne d’occupation biophysique des sols Corine Land Cover (CLC), est marquée par l'importance des territoires agricoles (51,8 % en 2018), en diminution par rapport à 1990 (56,1 %).
La répartition détaillée en 2018 est la suivante : zones agricoles hétérogènes (30 %), terres arables (17,1 %), zones urbanisées (16,3 %), zones industrielles ou commerciales et réseaux de communication (14,2 %), milieux à végétation arbustive et/ou herbacée (10,2 %), forêts (5,8 %), prairies (4,7 %), zones humides côtières (1,5 %), eaux maritimes (0,3 %).

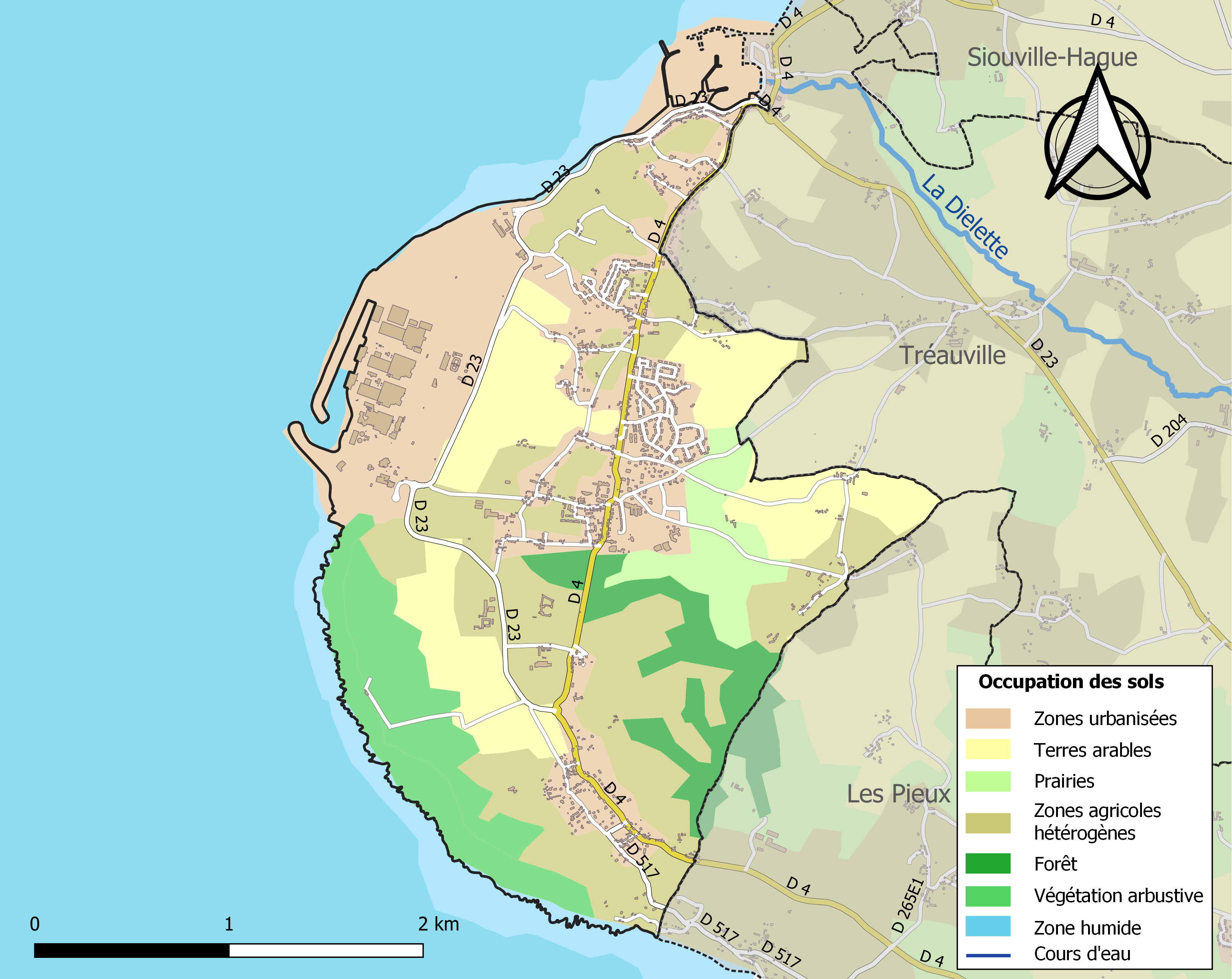
Carte des infrastructures et de l'occupation des sols de la commune en 2018 (CLC).

L'évolution de l’occupation des sols de la commune et de ses infrastructures peut être observée sur les différentes représentations cartographiques du territoire : la carte de Cassini (XVIIIe siècle), la carte d'état-major (1820-1866) et les cartes ou photos aériennes de l'IGN pour la période actuelle (1950 à aujourd'hui).

### Lieux-dits, hameaux et écarts
On distingue trois grandes parties : l'ancien village, appelé Caubus, situé au sud du château, la cité de la mine (cité Sainte-Barbe) et le hameau Artu, et le centre bourg, où se trouvent la mairie et l'église, devenu aujourd'hui le cœur de la commune. Le hameau de Diélette, en bord de mer, comprend un port.

### Habitat et logement
En 2019, le nombre total de logements dans la commune était de 1 147, alors qu'il était de 1 126 en 2014 et de 994 en 2009.
Parmi ces logements, 70,8 % étaient des résidences principales, 18,7 % des résidences secondaires et 10,6 % des logements vacants. Ces logements étaient pour 87,3 % d'entre eux des maisons individuelles et pour 4,4 % des appartements.
Le tableau ci-dessous présente la typologie des logements à Flamanville en 2019 en comparaison avec celle de la Manche et de la France entière. Une caractéristique marquante du parc de logements est ainsi une proportion de résidences secondaires et logements occasionnels (18,7 %) supérieure à celle du département (15 %) et à celle de la France entière (9,7 %). Concernant le statut d'occupation de ces logements, 43,8 % des habitants de la commune sont propriétaires de leur logement (44,4 % en 2014), contre 63,4 % pour la Manche et 57,5 pour la France entière.
| Typologie                                               | Flamanville | Manche | France entière |
| ------------------------------------------------------- | ----------- | ------ | -------------- |
| Résidences principales (en %)                           | 70,8        | 76,6   | 82,1           |
| Résidences secondaires et logements occasionnels (en %) | 18,7        | 15     | 9,7            |
| Logements vacants (en %)                                | 10,6        | 8,4    | 8,2            |

### Énergie
La centrale nucléaire de Flamanville mise en service en 1985 par EDF dispose de deux réacteurs à eau ordinaire sous pression (REP), et d'un troisième prévu pour être le premier réacteur pressurisé européen (EPR) français en 2012. Ce dernier est couplé au réseau électrique national le 21 décembre 2024, marquant la fin d'un chantier ayant duré plus de 17 ans.

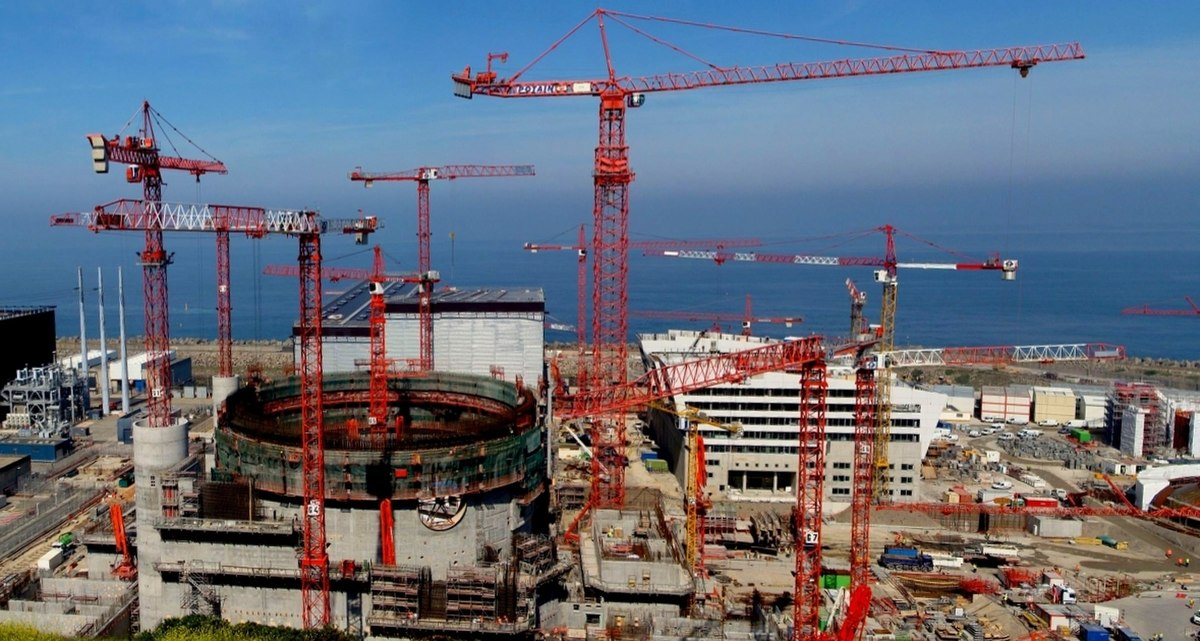
Le chantier de l'EPR en 2010.
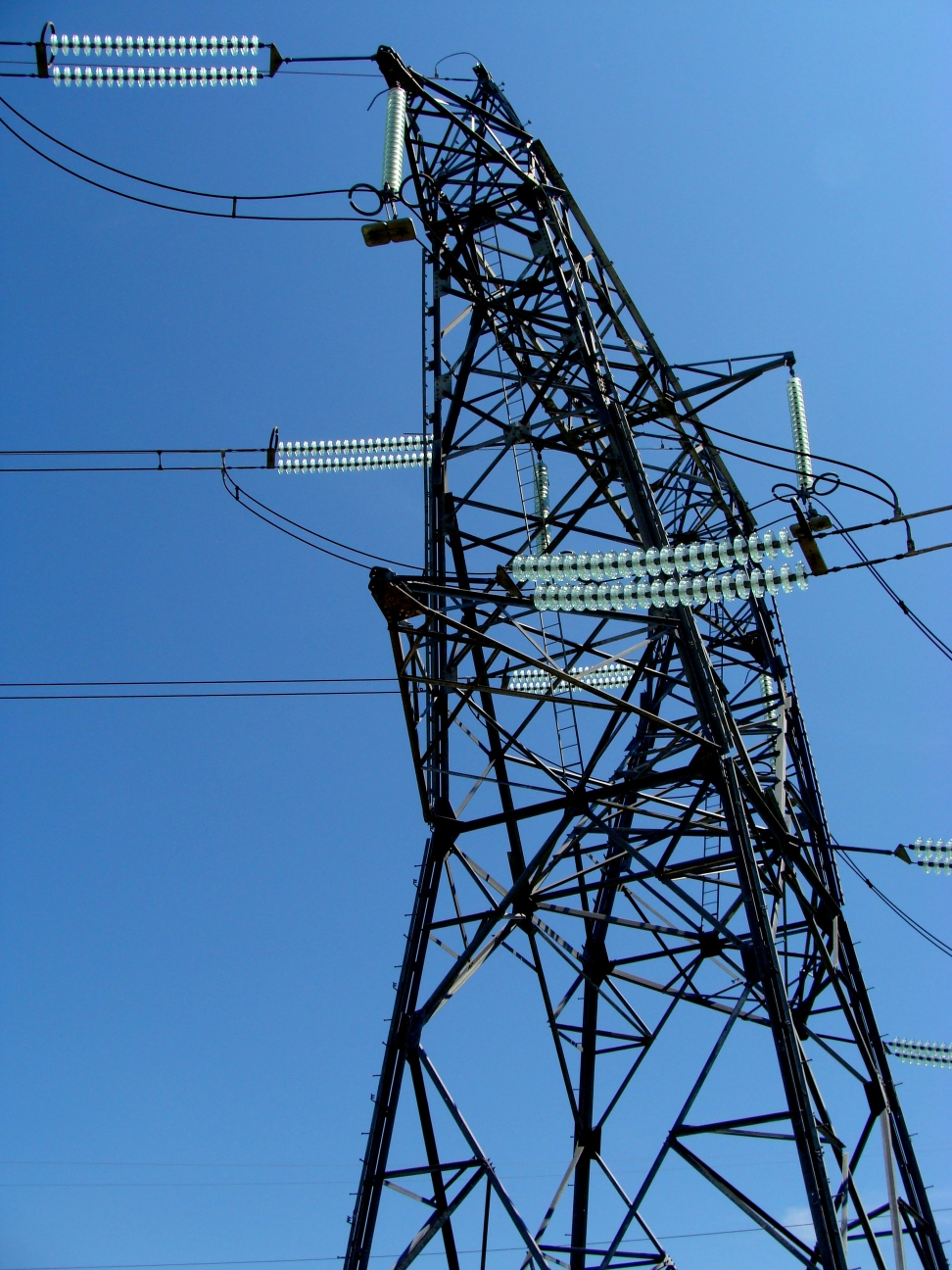
Un pylône électrique.

## Toponymie
Le nom de la localité est attesté sous les formes Flamenovilla (lire Flamenc-) vers l'an 1000, Flamencvilla entre 1022 et 1026, Flamanvilla en 1192.
Il s'agit d'une formation toponymique médiévale en -vile (la graphie moderne ville « latinise », alors que normalement -ille se prononce -iye [ij] comme dans fille) dans son sens ancien de « domaine rural ».
L'interprétation exacte du premier élément Flamenc- > Flaman- divise les auteurs :
- soit le nom de personne Flamenc « le Flamand », surnom d'origine ethnique qui s'est perpétué dans le patronyme Flamand / Flamant, commun en Normandie[26] ;
- soit l'ethnique Flamingen (moyen néerlandais Vlamingen) « les Flamands », au sens d'une famille de Flamands[27].

Flamanville (Seine-Maritime) est un homonyme étymologique.
Marie-Thérèse Morlet n'inclut pas Flamanville dans son ouvrage consacré aux noms de personnes dans les noms de lieux. Ernest Nègre a choisi de voir dans le premier élément de Flamanville non pas un anthroponyme, mais simplement un appellatif ethnique évoquant la présence d'une colonie de Flamands, d'où le sens proposé de « domaine rural des Flamands », « ferme des Flamands ». Il existe un nom de personne vieux norrois Flæmingr signifiant également « Flamand », mais qui n'est documenté au Danemark que depuis le XIIIe siècle, les deux communes de Normandie nommées Flamanville se situent dans la zone de diffusion de la toponymie anglo-scandinave.

## Histoire

### Préhistoire
Des fouilles ont révélé une occupation humaine datée du Mésolithique, environ 7 000 ans, sur le site de « l'Onglais ».

### Antiquité
Comme dans les communes de Maupertus ou de Réthoville, on a trouvé à Réthoville des coins en bronze, attestant d'une occupation ancienne.

### Moyen Âge
Au XIIe siècle, la paroisse relève de l'honneur de Néhou, et, elle est tenue par Sarra de Baubigny.

### Temps modernes
En 1567, Jehan Basan, écuyer, sieur d'Amont et d'Aval, est taxé pour ces deux fiefs de 14 livres dans le rôle des nobles et roturiers, au titre du ban et de l'arrière ban de la vicomté de Coutances, réalisé par Gilles Dancel, seigneur d'Audouville, lieutenant général du bailli de Cotentin, tenu à Coutances les 20-22 octobre. Les fiefs d'Amont et d'Aval à Flamanville valait chacun un quart de fief de haubert. Le premier relevait de la châtellenie de Saint-Sauveur-le-Vicomte, le second, était tenu du roi sous sa châtellenie et vicomté de Valognes.
Hervieu Hervé Basan (1598-1666), baron puis marquis de Flamanville, grand bailli de Cotentin, fait construire l'actuel château inauguré en 1658. En 1652, il acquiert le fief de Diélette avec son port.

### Époque contemporaine
Flamanville était, du fait de l'implantation d'une mine de fer sous-marine, un bastion ouvrier dans un bocage conservateur. Au sortir de la guerre, la population porte même un communiste à la mairie.

Les anciennes mines de fer de Diélette au tout début du XXe siècle
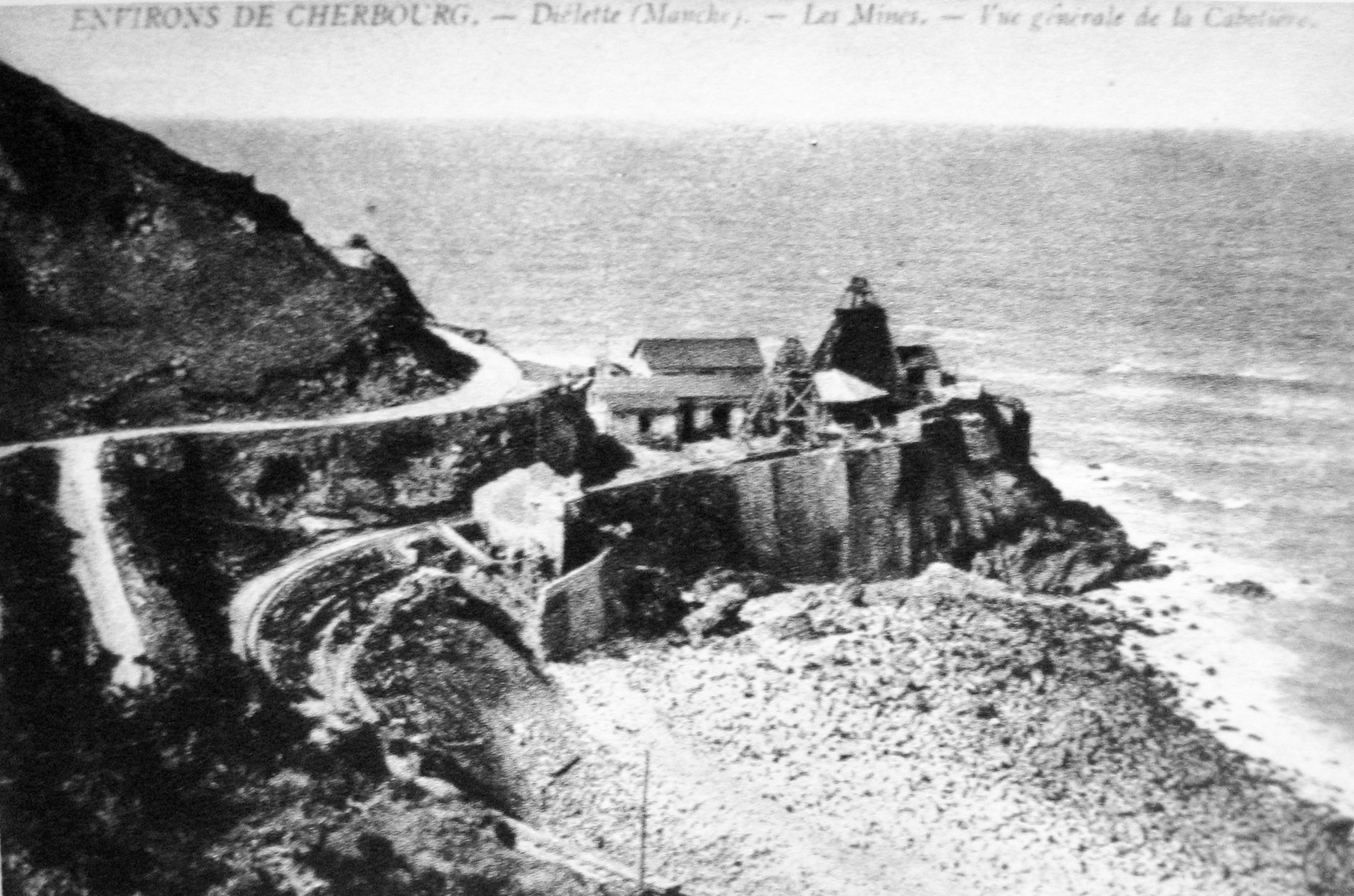
Les mines : vue générale de la Cabotière.
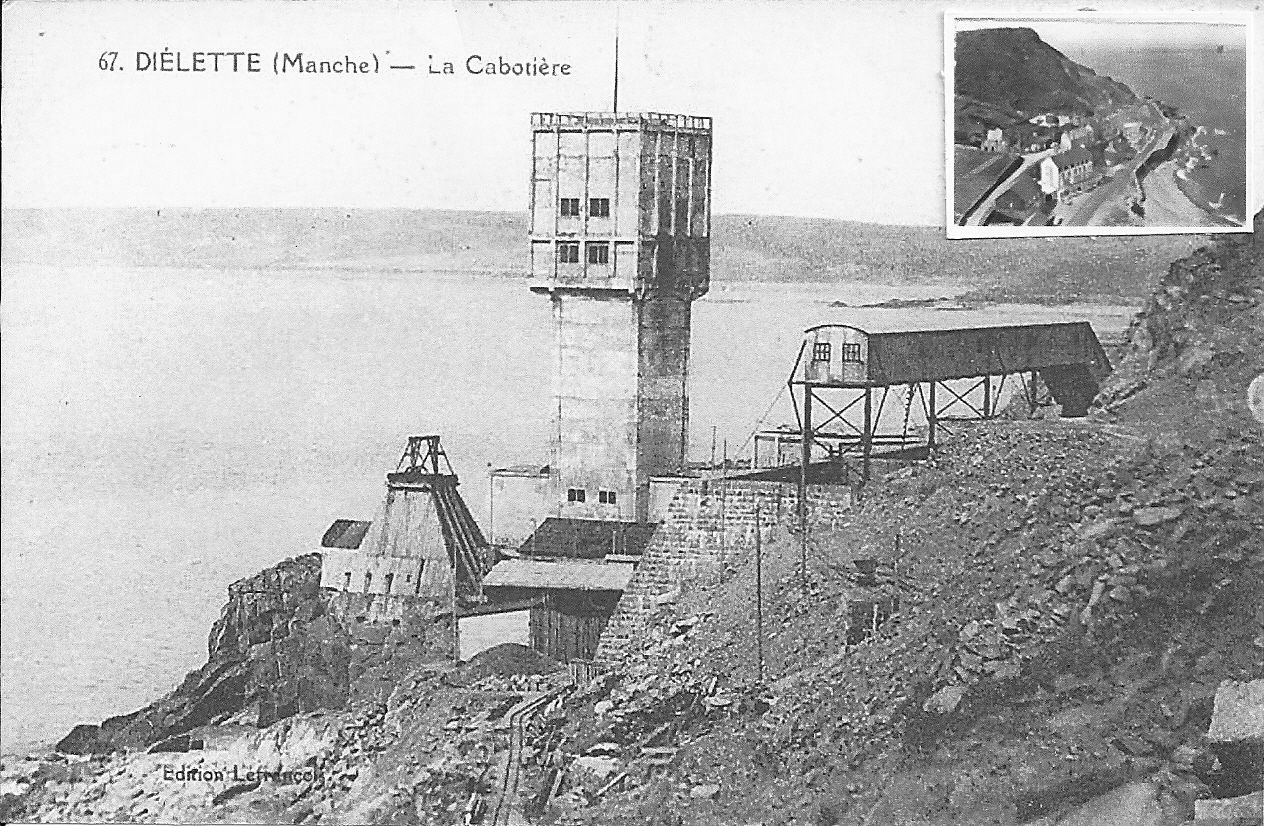
La Cabotière.
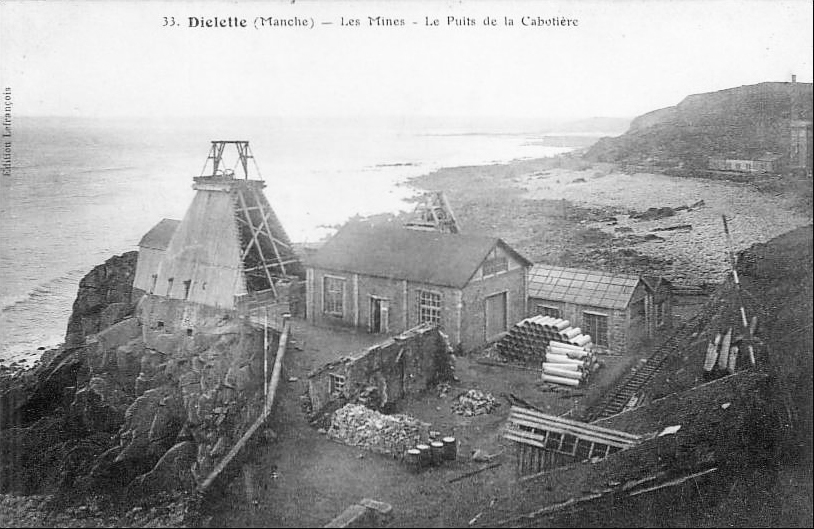
Les mines : le puits de la Cabotière.
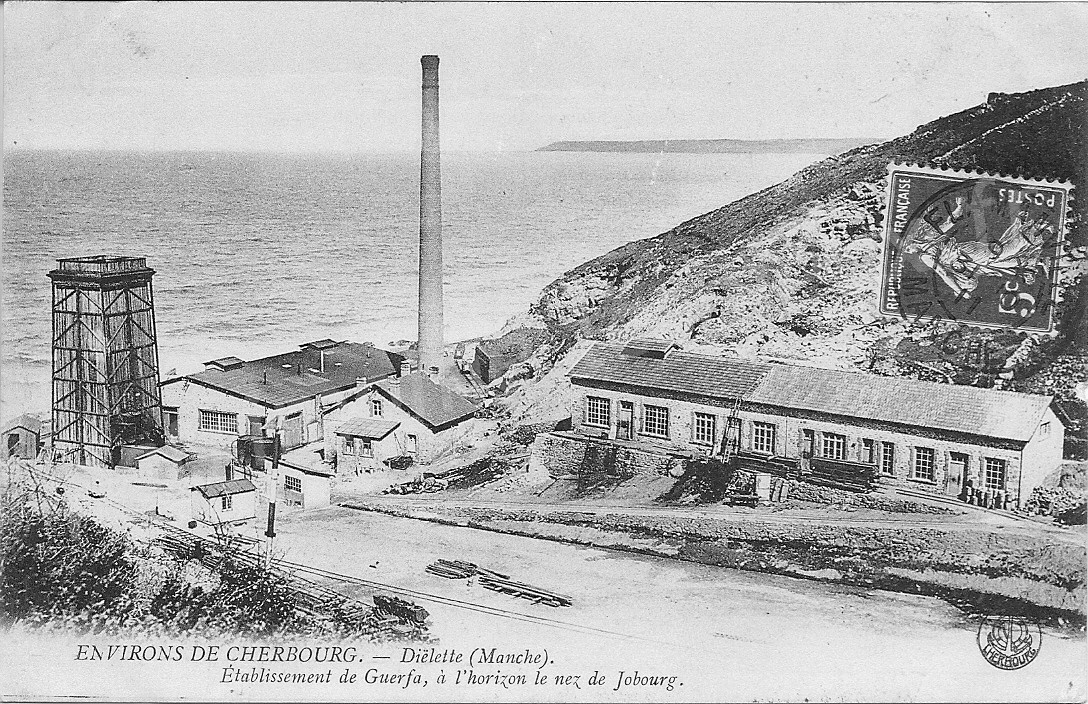
Établissement de Cuerfa, à l'horizon le Nez de Jobourg.
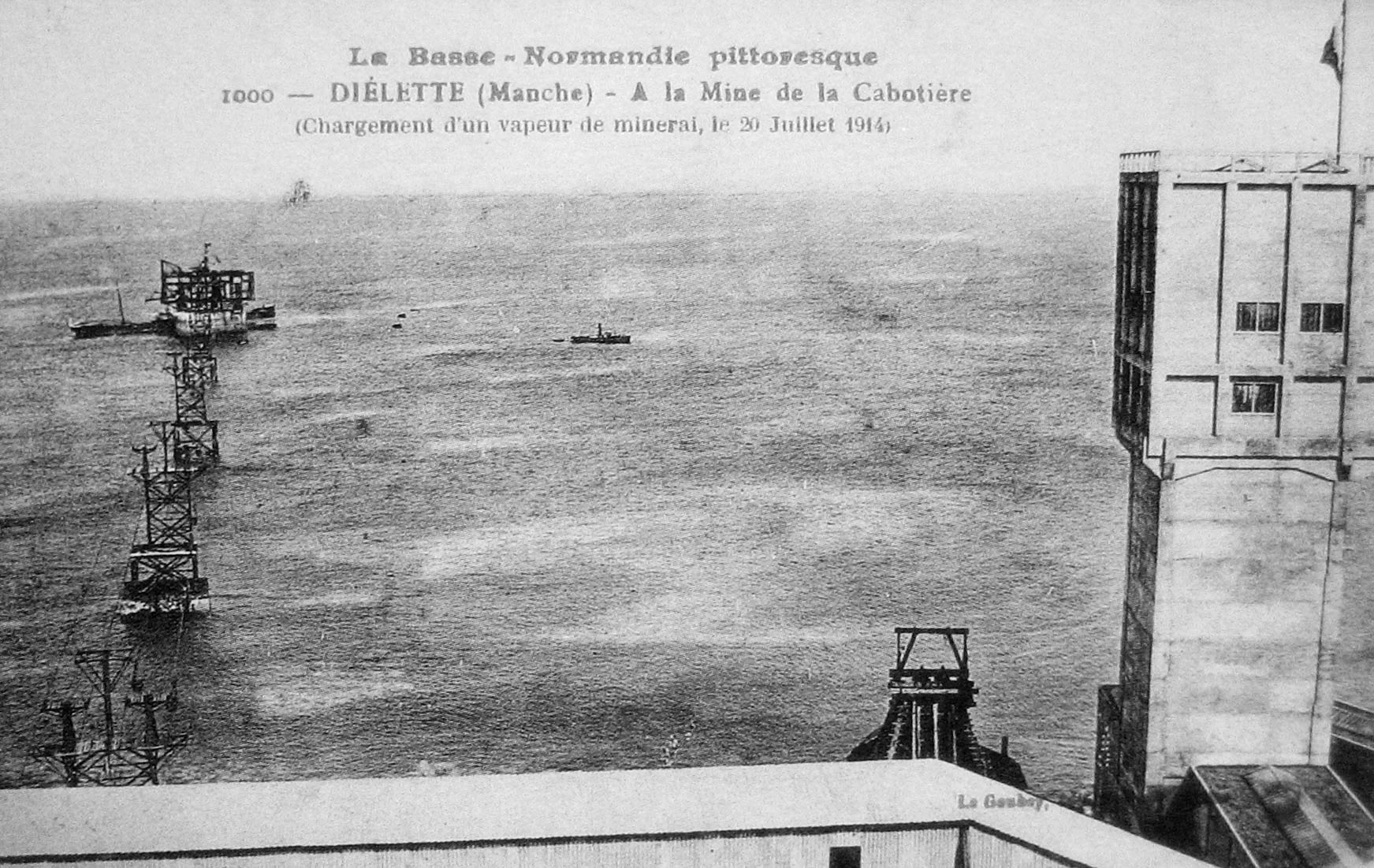
A la mine de la Cabotière Chargement d'un vapeur de minerai (29/7/1914).
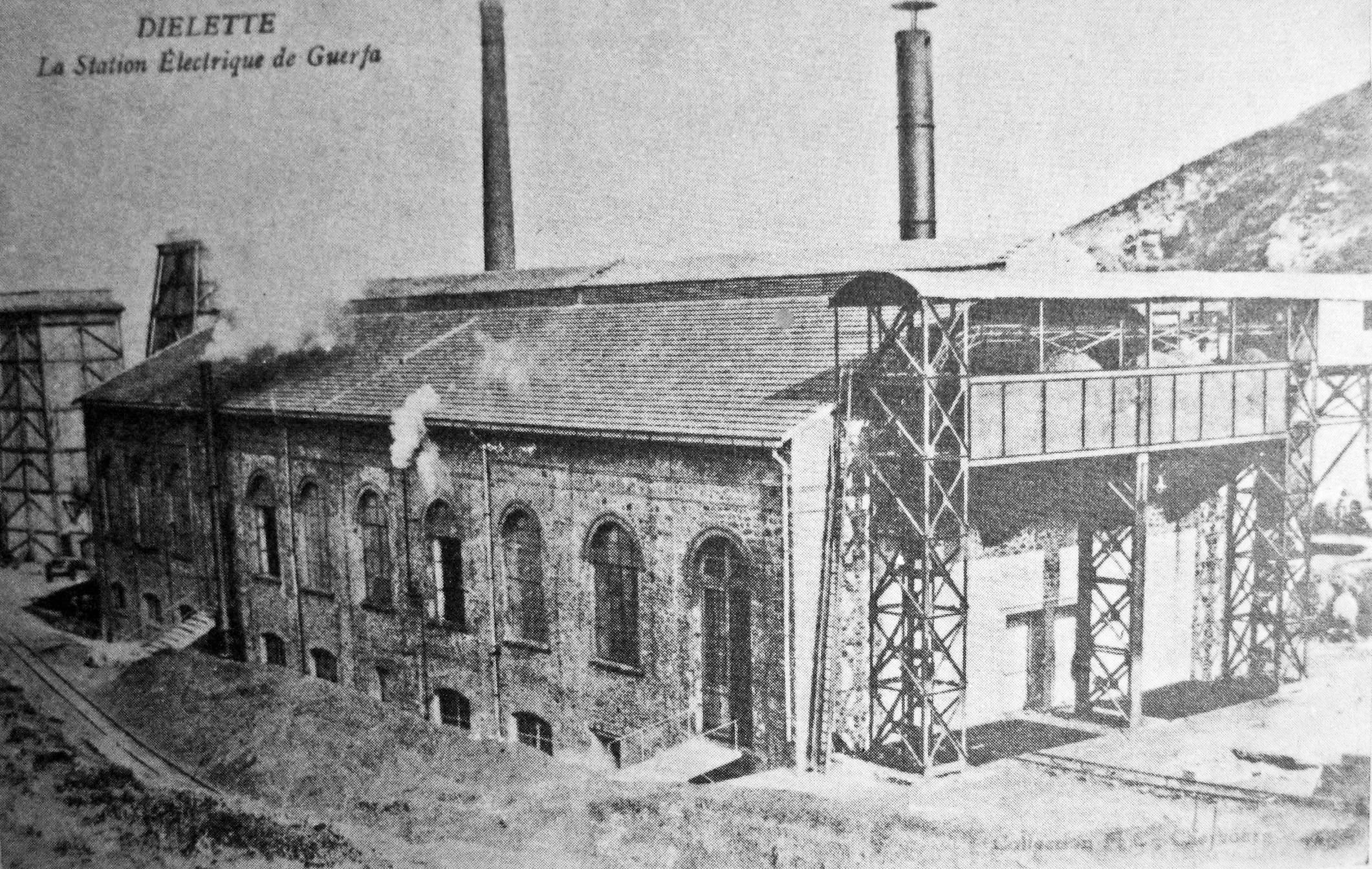
La station électrique de Cuerfa.

## Politique et administration

### Rattachements administratifs et électoraux

#### Rattachements administratifs
La commune se trouve depuis 1811 dans l'arrondissement de Cherbourg-Octeville du département de la Manche.
Elle faisait partie depuis 1793 du canton des Pieux. Dans le cadre du redécoupage cantonal de 2014 en France, cette circonscription administrative territoriale a disparu, et le canton n'est plus qu'une circonscription électorale.

#### Rattachements électoraux
Pour les élections départementales, la commune fait partie depuis 2014 d'un nouveau canton des Pieux
Pour l'élection des députés, elle fait partie de la troisième circonscription de la Manche.

### Intercommunalité
Flamanville était membre de la communauté de communes des Pieux, un établissement public de coopération intercommunale (EPCI) à fiscalité propre créé en 2002 (et qui succédait au district des Pieux créé en 1978) et auquel la commune avait transféré un certain nombre de ses compétences, dans les conditions déterminées par le code général des collectivités territoriales.
Dans le cadre des dispositions de la loi portant nouvelle organisation territoriale de la République du 7 août 2015, qui prévoit que les établissements publics de coopération intercommunale (EPCI) à fiscalité propre doivent avoir un minimum de 15 000 habitants, cette intercommunalité a fusionné avec ses voisines pour former, le 1er janvier 2017, la communauté d'agglomération du Cotentin dont est désormais membre la commune.

### Liste des maires
| Période                                  | Période        | Identité                   | Étiquette | Qualité |
| ---------------------------------------- | -------------- | -------------------------- | --------- | --- |
| Les données manquantes sont à compléter. |                |                            |           | |
|                                          | 1793…          | Jean Michel Lelaidier      |           | |
| …1795                                    | 1800           | Louis Roulland             |           | |
| 1800                                     | 1814           | Nicolas Pellecat           |           | |
| 1815                                     | 1816           | Augustin Pellecat          |           | |
| 1816                                     | 1819           | Pierre Letourneur          |           | |
| 1819                                     | 1822           | Louis Lerouvillois         |           | |
| 1822                                     | 1830           | Jacques Bonnemains         |           | Propriétaire |
| 1830                                     | 1835           | Jean Mocquet Dulonpré      |           | Propriétaire |
| 1835                                     | 1846           | Jean-Louis Lerouvillois    |           | |
| 1846                                     | 1852           | Jean-François Louis        |           | Propriétaire |
| 1852                                     | 1856           | Jean Charles Bonnemains    |           | Cultivateur |
| 1856                                     | 1866           | Jean-Israël-Désiré Gilles, |           | Écrivain, régisseur du château de Flamanville Conseiller d'arrondissement Conseiller général des Pieux(1858 →1870)                                             |
| 1866                                     | 1869           | Jean Le Cacheur            |           | Propriétaire |
| 1869                                     | 1870           | Jean-Israël-Désiré Gilles  |           | Régisseur Conseiller général des Pieux (1858 →1870) Mort en fonction                                                                                           |
| 1870                                     | 1874           | Paul Courtois              |           | |
| 1874                                     | 1888           | Hervé de Sesmaisons        |           | Comte Diplomate Conseiller général des Pieux (1871 → 1889) |
| 1888                                     | 1893           | Jean Courtois Les Hougues  |           | |
| 1893                                     | 1912           | Hervé Buhot                |           | Propriétaire |
| 1912                                     | 1913           | Auguste Buhot              |           | |
| 1913                                     | 1919           | Martin Puybertier          |           | |
| 1919                                     | 1944           | André Rostand              | URD       | Responsable agricole, historien, patron de presse et homme politique français Président de la chambre d'agriculture Conseiller général des Pieux (1919 → 1940) |
| 1944                                     | 1945           | Alexandre Roulland         |           | |
| 1945                                     | 1947           | René Martin                | PCF       | |
| 1947                                     | 1953           | Jean Allain                |           | |
| 1953                                     | 1961           | François de Tollemer       |           | |
| 1961                                     | 1983           | Henri Varin                | DVD       | Ouvrier, ancien scaphandrier Conseiller général des Pieux (1982 → 1994)                                                                                        |
| 1983                                     | 5 janvier 2023 | Patrick Fauchon            | PS        | Ingénieur retraité de chez Cogema |
| avril 2023                               | En cours       | Franck Brisset             | SE        | |

## Équipements et services publics

### Enseignement
Le collège de Flamanville, qui porte le nom de Lucien Goubert (Flamanville, 1887 - Rauville-la-Bigot, 1964), artiste peintre, né au chemin de la Cad'huse, dans le hameau de Caubus. Il a peint de nombreux paysages mais reste essentiellement connu dans le département.

## Population et société
Les habitants de la commune sont appelés les Flamanvillais.

### Démographie
L'évolution du nombre d'habitants est connue à travers les recensements de la population effectués dans la commune depuis 1793. Pour les communes de moins de 10 000 habitants, une enquête de recensement portant sur toute la population est réalisée tous les cinq ans, les populations de référence des années intermédiaires étant quant à elles estimées par interpolation ou extrapolation. Pour la commune, le premier recensement exhaustif entrant dans le cadre du nouveau dispositif a été réalisé en 2007.

En 2022, la commune comptait 1 682 habitants, en évolution de −3,44 % par rapport à 2016 (Manche : −0,31 %, France hors Mayotte : +2,11 %).
| 1793  | 1800  | 1806  | 1821  | 1831  | 1836  | 1841  | 1846  | 1851  |
| ----- | ----- | ----- | ----- | ----- | ----- | ----- | ----- | ----- |
| 1 128 | 1 067 | 1 112 | 1 288 | 1 204 | 1 287 | 1 338 | 1 443 | 1 408 |

| 1856  | 1861  | 1866  | 1872  | 1876  | 1881  | 1886  | 1891  | 1896  |
| ----- | ----- | ----- | ----- | ----- | ----- | ----- | ----- | ----- |
| 1 487 | 1 493 | 1 461 | 1 301 | 1 330 | 1 489 | 1 413 | 1 488 | 1 124 |

| 1901  | 1906 | 1911  | 1921 | 1926 | 1931  | 1936  | 1946  | 1954  |
| ----- | ---- | ----- | ---- | ---- | ----- | ----- | ----- | ----- |
| 1 000 | 996  | 1 157 | 919  | 894  | 1 304 | 1 138 | 1 518 | 1 645 |

| 1962  | 1968  | 1975  | 1982  | 1990  | 1999  | 2006  | 2007  | 2012  |
| ----- | ----- | ----- | ----- | ----- | ----- | ----- | ----- | ----- |
| 1 541 | 1 396 | 1 194 | 1 602 | 1 781 | 1 683 | 1 686 | 1 687 | 1 739 |

| 2017  | 2022  | - | - | - | - | - | - | - |
| ----- | ----- | - | - | - | - | - | - | - |
| 1 759 | 1 682 | - | - | - | - | - | - | - |

## Culture locale et patrimoine

### Lieux et monuments
- Camp protohistorique du Castel (900 et 800 av. J.-C.)[46], au sommet des falaises.

Le camp protohistorique du Castel.
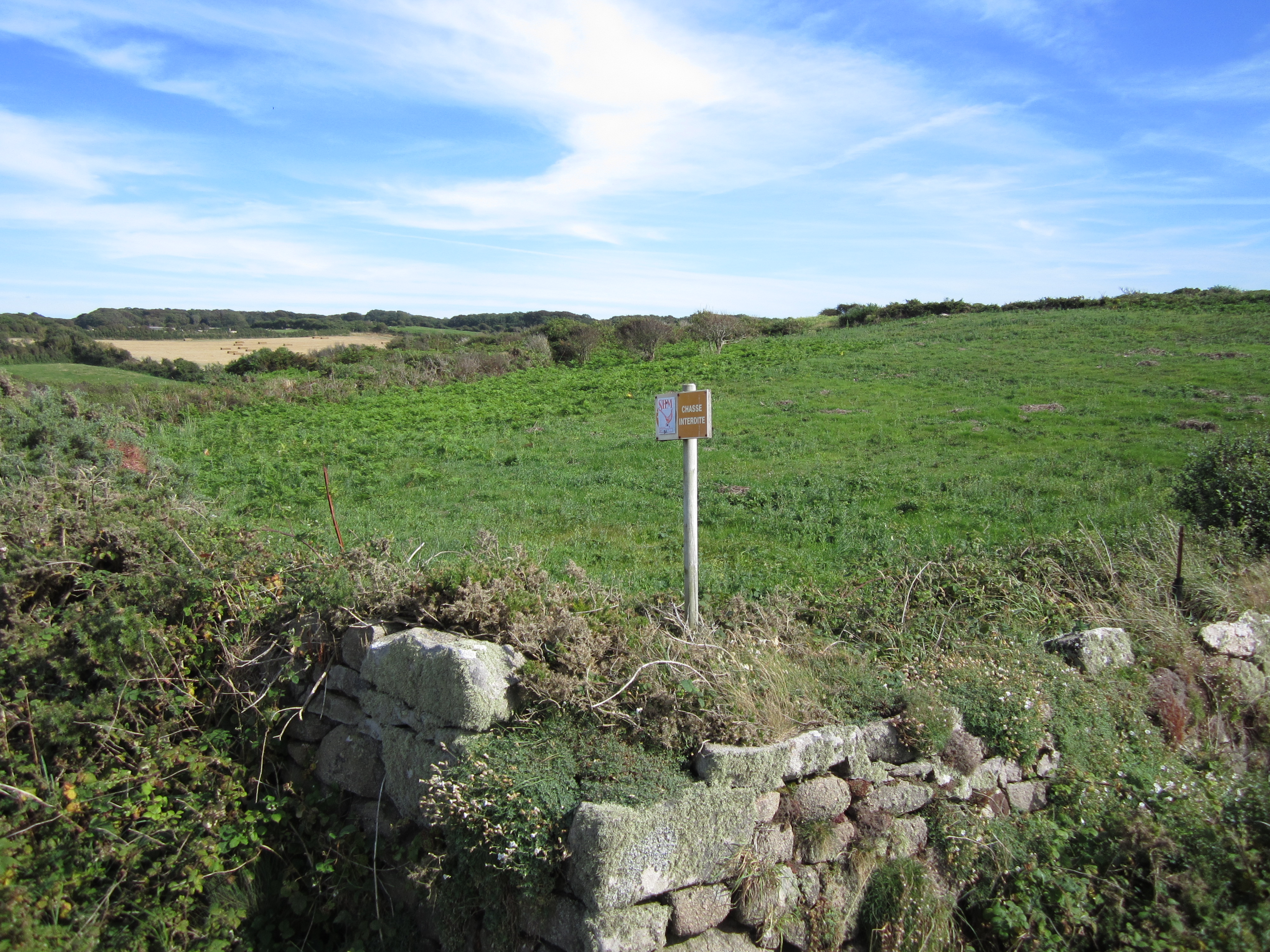
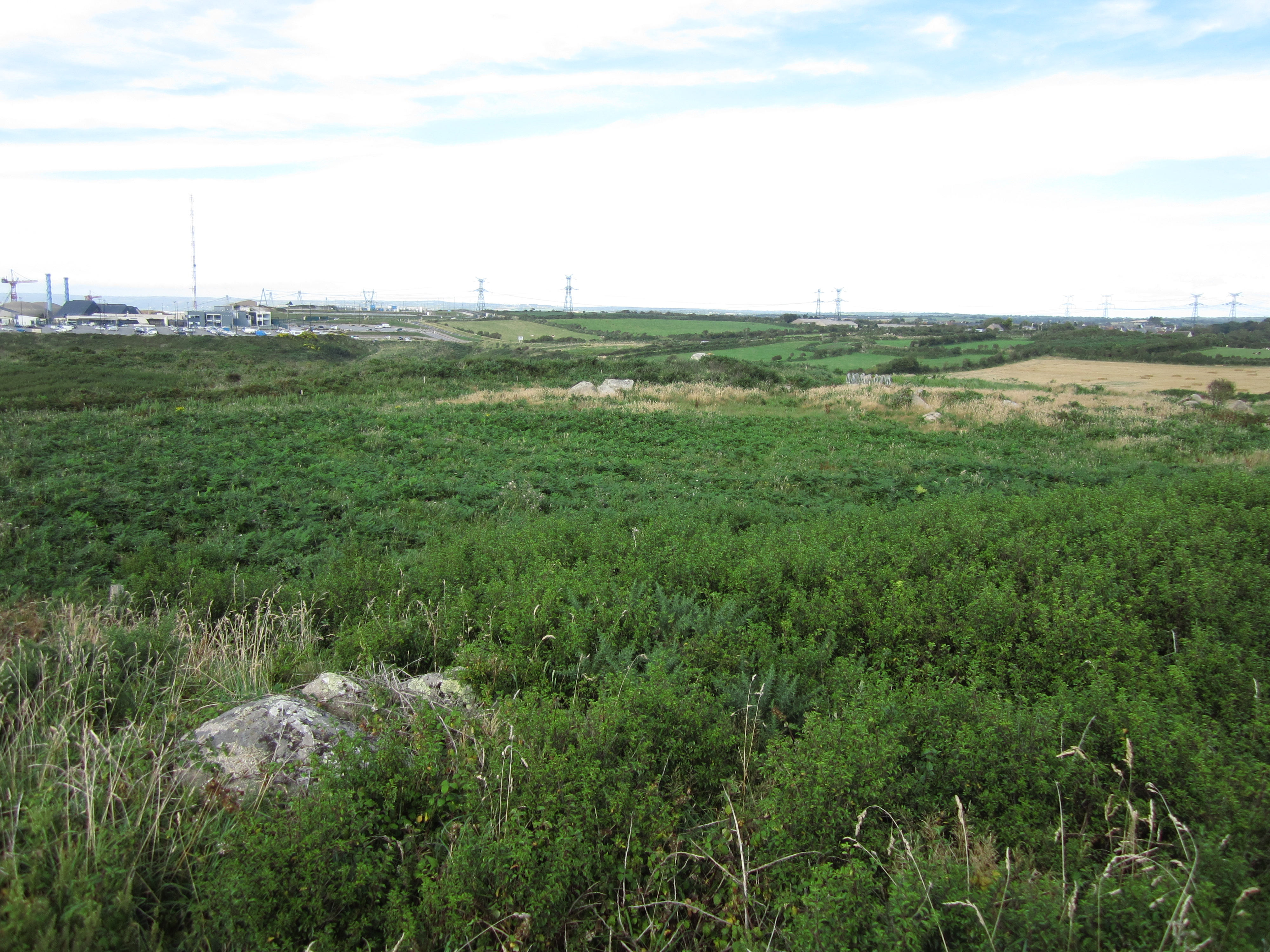

- La Pierre au Rey est signalée en 1833 par Le Fillastre et par Ragonde dans leur ouvrage Description des monuments druidiques du département de la Manche. Ce chaos naturel considéré, à tort, comme un dolmen[47] fait l'objet à ce titre d’un classement au titre des monuments historiques par liste de 1862[48].

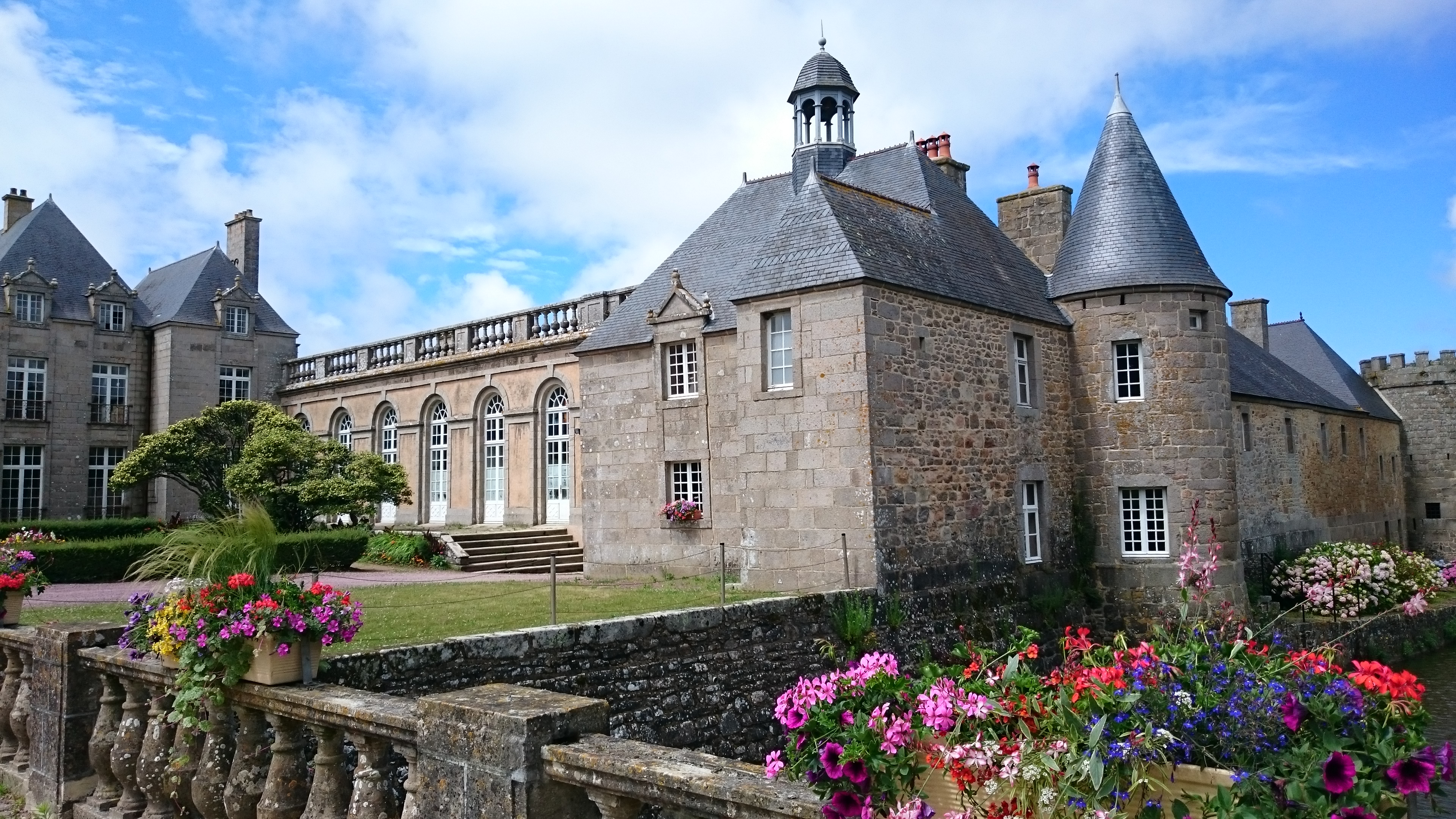
Le château.

- Le château construit entre 1654 et 1658[49],[50] est bâti sur les vestiges d'un ancien manoir seigneurial du XIe siècle. Le parc du château de Flamanville contient le jardin des dahlias, constitué de :
  - la collection de la commune, qui regroupe 100 variétés de dahlias, dont certains proviennent du parc de la Tête-d'Or de Lyon ;
  - la collection du Jardin conservatoire, qui regroupe des dahlias issus des jardins de différents membres de la Société française du dahlia. Ce jardin compte, en 2006, 438 variétés différentes de dahlias, d'origine française, belge, allemande, néerlandaise, américaine… qu'il a pour objectif de sauver de la disparition et de conserver en bon état.

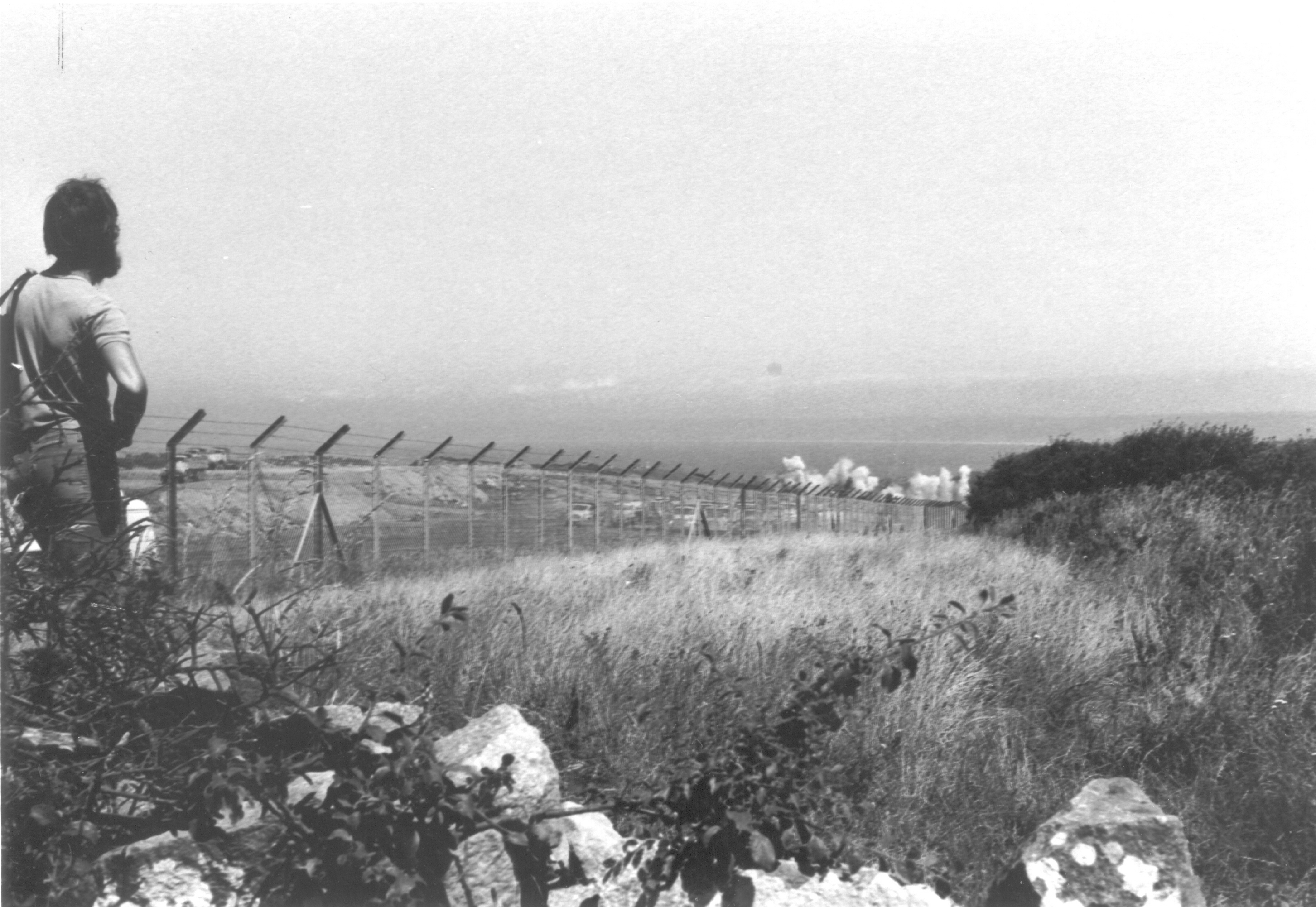
Flamanville 1978, des explosifs détruisent la falaise et l'ancienne mine de fer sous la mer pour faire place à la centrale nucléaire.

- Centrale nucléaire de Flamanville mise en service en 1985 par EDF (deux réacteurs de 1 300 mégawatts. Un 3e réacteur de 1 650 mégawatts est en construction.
- Mines de fer

La roche de Flamanville étant riche en fer, une mine sous-marine a fourni du minerai jusqu'en 1962. Elle a fermé en juillet 1962.
- Musée de la mine qui retrace l'extraction de minerai de fer à Diélette.
- Ancienne carrière de granite gris[52].

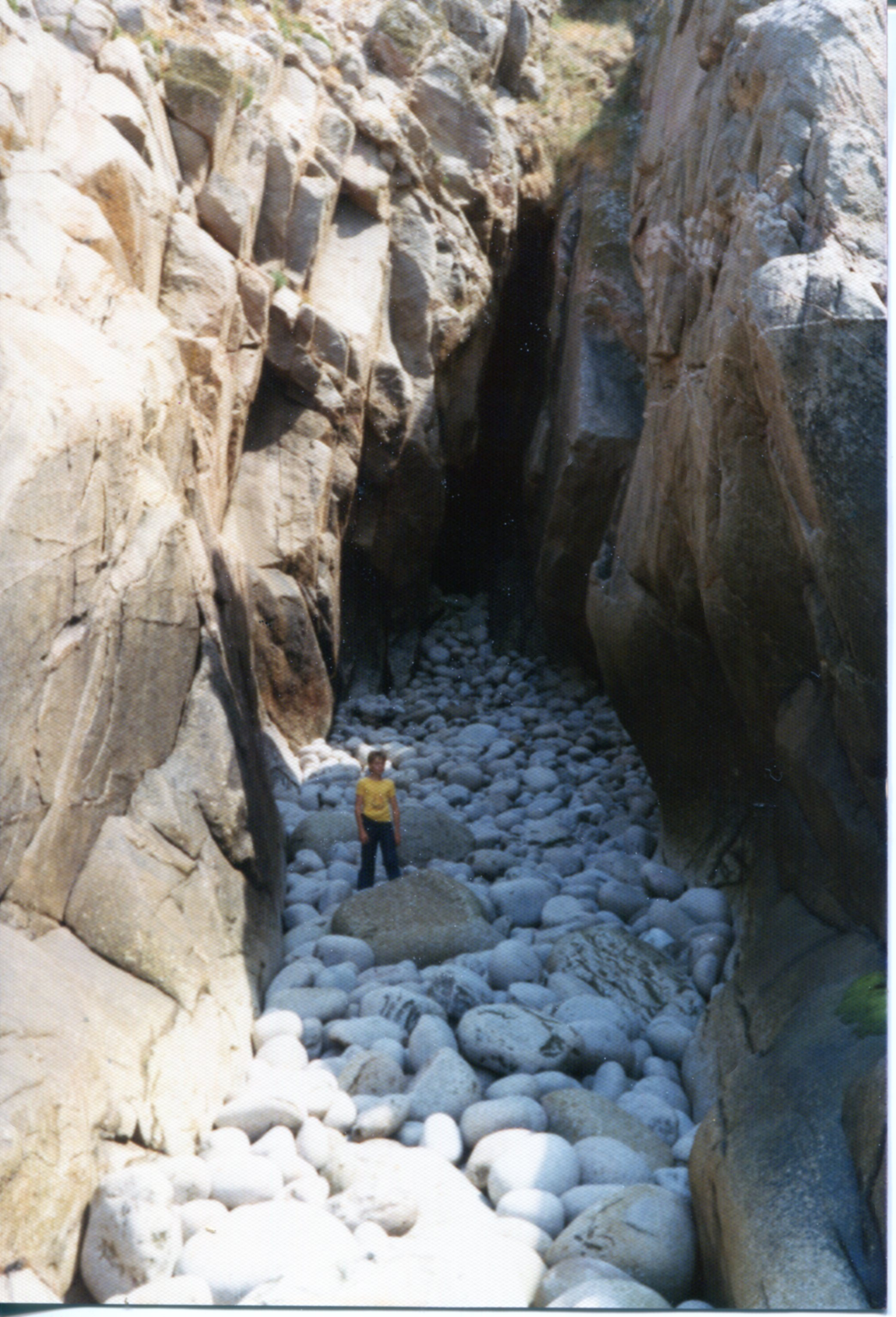
Flamanville, l'entrée du trou Baligan en 1976, disparue en 1978 pour la centrale nucléaire.

- Le trou Baligan est une faille située au pied du cap de Flamanville, à l'emplacement actuel de la centrale nucléaire. La faille s'enfonçait sur près de deux cents mètres au cœur de la falaise. La mer, en s'y engouffrant, émettait des bruits terrifiants, nourrissant la légende d'un dragon qui terrorisait la population, il y a plus de 1 500 ans. Un jour de l'année 448, saint Germain à la rouelle débarqua d'Irlande et vainquit la bête, symbole du paganisme, convertissant ainsi la population au christianisme. Le monstre resta pétrifié en un bloc de granit, veiné par la rouille du minerai de fer dont la couleur rappelait le sang des innocents sacrifiés.
- Église Saint-Germain à la Rouelle, du XIIIe siècle. Elle est aujourd'hui rattachée à la nouvelle paroisse Saint-Germain (en hommage à Germain à la rouelle qui y aurait débarqué) du doyenné de Cherbourg-Hague[53]. Jean-René Basan (1654-1715), marquis de Flamanville et lieutenant général des armées du roi est enterré dans le chœur de l'église[54]. À l'intérieur, une belle châsse contient les reliques de sainte Réparate, qui furent découvertes dans les catacombes de Rome, en 1838, et données par le pape Grégoire XVI à la marquise de Sesmaisons qui les a ramenées d'Italie[55]. Dans le mur sud de la nef, pierre tombale d'Agnès Bonnemain, décédée un 28 décembre, avec l'épitaphe gravée, femme de « Jacques de la Chapelle, sieur du dit lieu, bourgeois de Cherbourg, secrétaire de Monseigneur le Marquis de Flamanville », qui portait pour armes, d'azur au chevron d'or accompagné en chef de deux molettes d'éperon de même et d'un croissant d'argent en pointe. La famille de La Chapelle fut reconnue noble en 1523, 1576 [sic], 1566[56]. L'église abrite également des fonts baptismaux du XIIIe et une verrière des XIXe-XXe.
- Ancien sémaphore de la Marine nationale, construit en 1867, a été transformé en restaurant en 1988.
- Port de Diélette. Il porte le nom de l'ancien village de pêcheurs situé au nord du territoire communal. Le port est également en partie sur la commune voisine de Tréauville. Du XVIIe au XXe siècle, le port était spécialisé dans le fret du granit. Devenu port de plaisance, il est ouvert sur les îles Anglo-Normandes[34].

Pour mémoire
- Fort de Diélette. Le 14 prairial an III (2 juin 1795), l'aviso le Clairvoyant qui avait appareillé de Carteret afin de chasser un lougre anglais stationné aux Écréhou fut obligé, ainsi que le lougre le républicain, de se réfugier sous le fort de Diélette ; trois autres navires anglais avaient fait route à toutes voiles afin de lui porter assistance[57].
- Ancienne église de Diélette, voisine de la mer, dédiée à Saint-Germain-de-la-Mer[58],[59].

### Patrimoine culturel
- Paul Vialar, La Maison sous la mer, roman, éd. Denoël, 1941 La maison sous la mer, c'est le Trou Baligan, grotte naturelle sous la falaise de Flamanville-Dielette. Le site du roman est Flamanville, sa falaise et la mine sous la mer avant que le tout soit détruit pour faire place à la centrale nucléaire.
- Le film La Maison sous la mer, d'Henri Calef a été tourné dans la commune en 1946.

Alphonse Osbert à Flamanville.
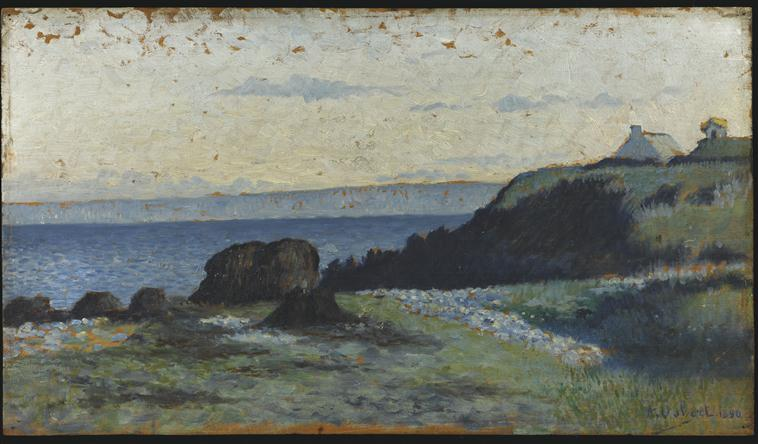
Diélette, la côte de Jobourg (1890), collections du Musée d'Orsay.
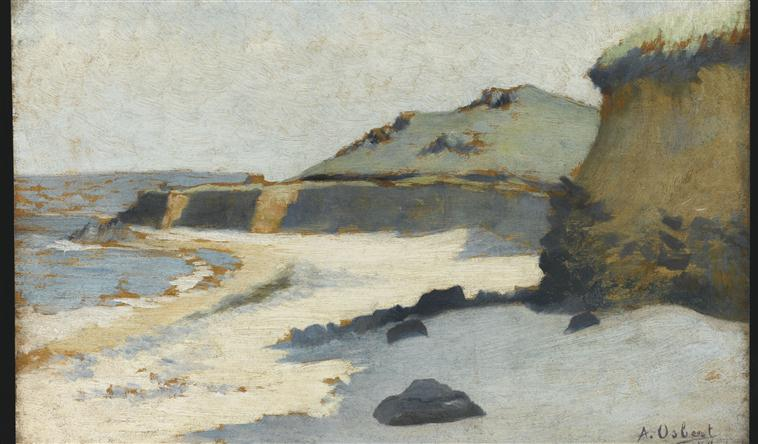
Falaises à Diélette (1889), collections du Musée d'Orsay.

### Personnalités liées à la commune
- Saint Germain à la rouelle (Ve siècle), saint sauroctone qui a vaincu la Bête du Trou Baligan.
- Jean-Hervé Bazan de Flamanville (château de Flamanville, 15 février 1666 - Perpignan, 5 janvier 1721), fils du marquis Hervé de Flamanville. Il entra dans les ordres à Cherbourg, devint vicaire général à Chartres et fut nommé évêque de Perpignan par Louis XIV en 1695, où il mourut en odeur de sainteté[60].
- Henry Moret (1856-1913), Cherbourgeois, peintre français, on lui doit des paysages de Diélette.
- Alphonse Osbert (1857-1939), peintre symboliste français, on lui doit aussi des paysages de Diélette.

### Héraldique
| Blason de Flamanville (Manche) | Blason  | Coupé, au premier d'azur au lion léopardé couronné d'argent passant sur un filet en fasce du même soutenu d'une jumelle aussi d'argent, au second de gueules aux trois tours d'or ouvertes, ajourées et maçonnées de sable. |
| Blason de Flamanville (Manche) | Détails | Le léopard rappelle les armes de la Normandie. |